# ピエヒ・オートモーティブ
ピエヒ・オートモーティブ（Piëch Automotive）は、スイスのチューリッヒに拠点を置く電気自動車メーカーである。2017年8月に、レア・スターク・ラジシック（Rea Stark Rajcic）とアントン（トニ）・ピエヒ（Anton ”Toni” Piëch）によって設立された。

## 歴史
フォルクスワーゲングループの元CEOでフェルディナンド・ポルシェの孫にあたるフェルディナンド・ピエヒの息子、アントン・ピエヒが、インダストリアルデザイナーのレア・スターク・ラジシックと共に設立した。
2019年のジュネーヴ・モーターショーにて、初のモデルとなる「マークゼロ」を発表。2024年の欧州市場投入を目指している。
ピエヒ・オートモーティブのエンジニアリングにおける特徴は、そのモジュラーコンセプトにある。これにより車両の構造とボディをそのままに保ちつつ、交換可能なパワートレインの開発と技術進歩に合わせてソフトウェアとハードウェアコンポーネントを最新の状態に保つことができるとしている。車両コンセプトは、すべて外部パートナーとの協力によるリーン生産方式を念頭において設計されており、社内の生産における垂直型統合を不要としている。

## マークゼロ コンセプト

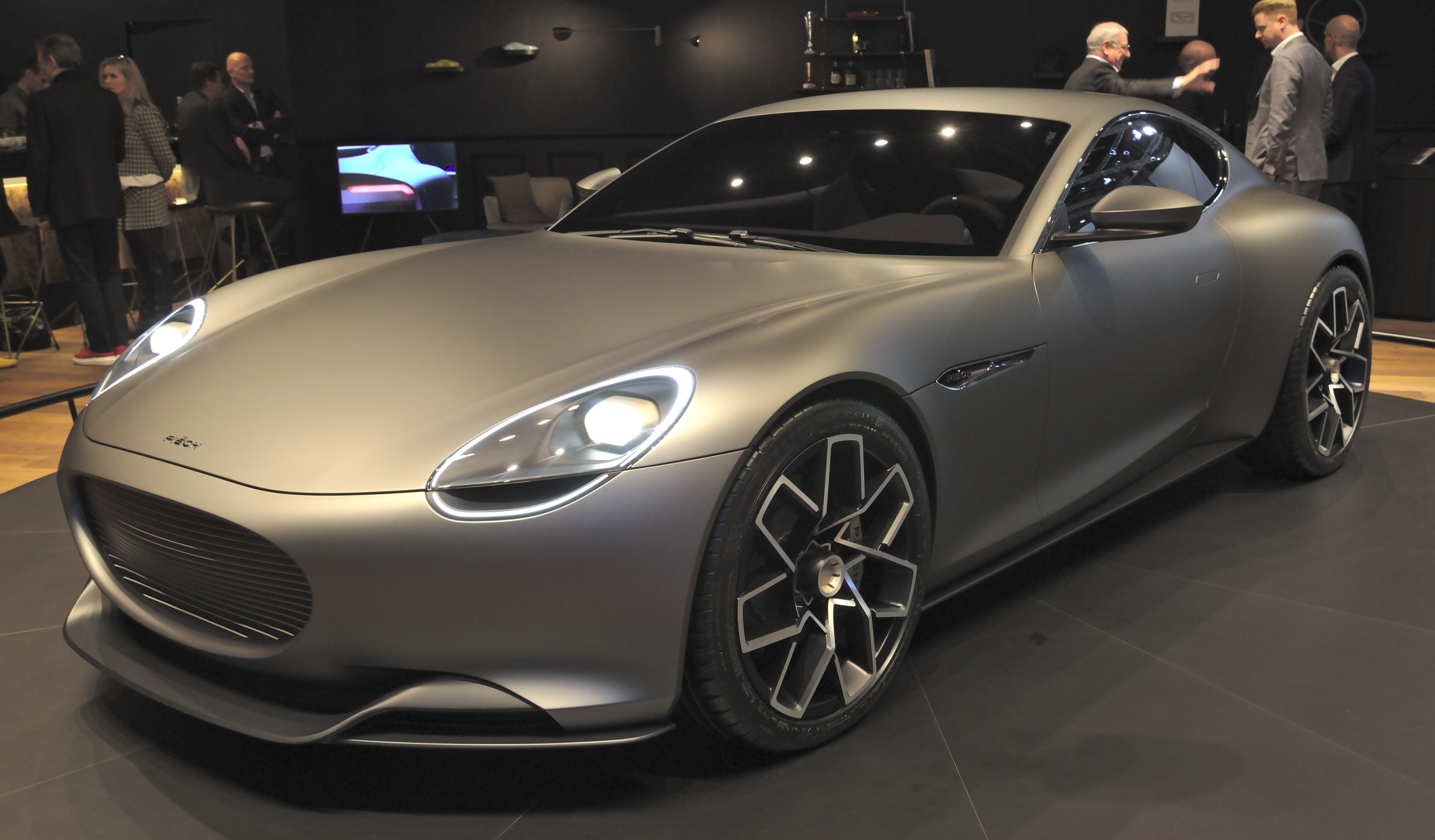
ピエヒ・マークゼロ

ピエヒ・オートモーティブ初のモデルとなるピエヒ・マークゼロは、2017年に最初のスケッチが公開され、2019年3月5日に開催されたジュネーヴ・モーターショーにおいてコンセプトカーとして発表された。

### デザイン
2シータークーペのボディを持ち、車重は1,800 kgである。このモジュラープラットフォームは、内燃機関、ハイブリッド、燃料電池のパワートレインに対応可能であり、第2フェーズにおけるSUVや「ピエヒ セダン」にも使用される予定である。

### メカニズム
フロントアクスルに搭載された150 kWの非同期電動機と、リアアクスルに搭載された2つの独立したそれぞれ150 kWの同期電動機の計3基の電気モーターを搭載し、総合出力は608 PSを発生する。
バッテリーはリアアクスルまで伸びた中央のトンネルに配置され、380 kWの高速充電ターミナル（2019年時点では未展開）においてわずか4分40秒で80%まで充電可能となっており、500 kmの走行を可能としている。

### 反響
マークゼロのデザインは肯定的な評価をもって迎えられた。かつてBMW Mに在籍していたクラウス・シュミット（Klaus Schmidt）は、このデザインをユニークなものであると述べている。